# Азово-Сиваський національний природний парк
Азо́во-Сива́ський націона́льний приро́дний парк — національний парк, розташований на косі Бирючий острів, в західній частині Азовського моря, на південній території Херсонської області (Україна). Створений 25 лютого 1993 року шляхом перетворення Азово-Сиваського заповідника в національний природний парк. Загальна площа парку — 52 154 га. Вся земля є власністю парку.
Юридично підпорядкований Державному управлінню справами. Штат установи відповідно до штатного розпису – 60 штатних одиниць.
Зонування: заповідна зона — 38 970 га, зона регульованої рекреації — 618 га, зона стаціонарної рекреації — 93 га, господарська зона — 12 473 га.

## Історія
Питання заповідання прибережних районів Азовського моря і, особливо Сиваша, ставилося вже наприкінці XIX століття, коли почалось їх активне господарське освоєння. Наприкінці 20-х років минулого століття тут були розпочаті широкі комплексні дослідження, і вже у 1923 році до єдиного в той час заповідника на півдні України — «Асканія-Нова» разом з чорноморськими островами було приєднано острів Чурюк, що на Центральному Сиваші. У липні 1927 року при заповіднику «Асканія-Нова» було створено заповідник «Надморські коси», до якого увійшли окремі ділянки Північного Причорномор'я, Сиваша та Азовського моря. До кінця 1932 р. він знаходився у складі заповідника «Асканія-Нова», а з січня 1933 р. почав функціонувати як самостійна установа. В липні 1937 р. на його основі було створено два нових заповідники — Чорноморський та Азово-Сиваський. У серпні 1957 р. розпорядженням Ради Міністрів УРСР Азово-Сиваський заповідник був реорганізований в Азово-Сиваське державне заповідно-мисливське господарство, до складу якого увійшли о. Бірючий та 4 острови в Сиваші: Куюк-Тук (частина), Чурюк (частина), Мартинячий та Китай, а також кілометрова морська смуга навколо о. Бірючий та частина акваторії Сиваша навколо перелічених островів.
Указом Президента України від 25 лютого 1993 року № 62 у межах згаданого заповідно-мисливського господарства і його охоронної зони з акваторіями Центрального Сиваша і Азовського моря було створено Азово-Сиваський національний природний парк.

## Території парку

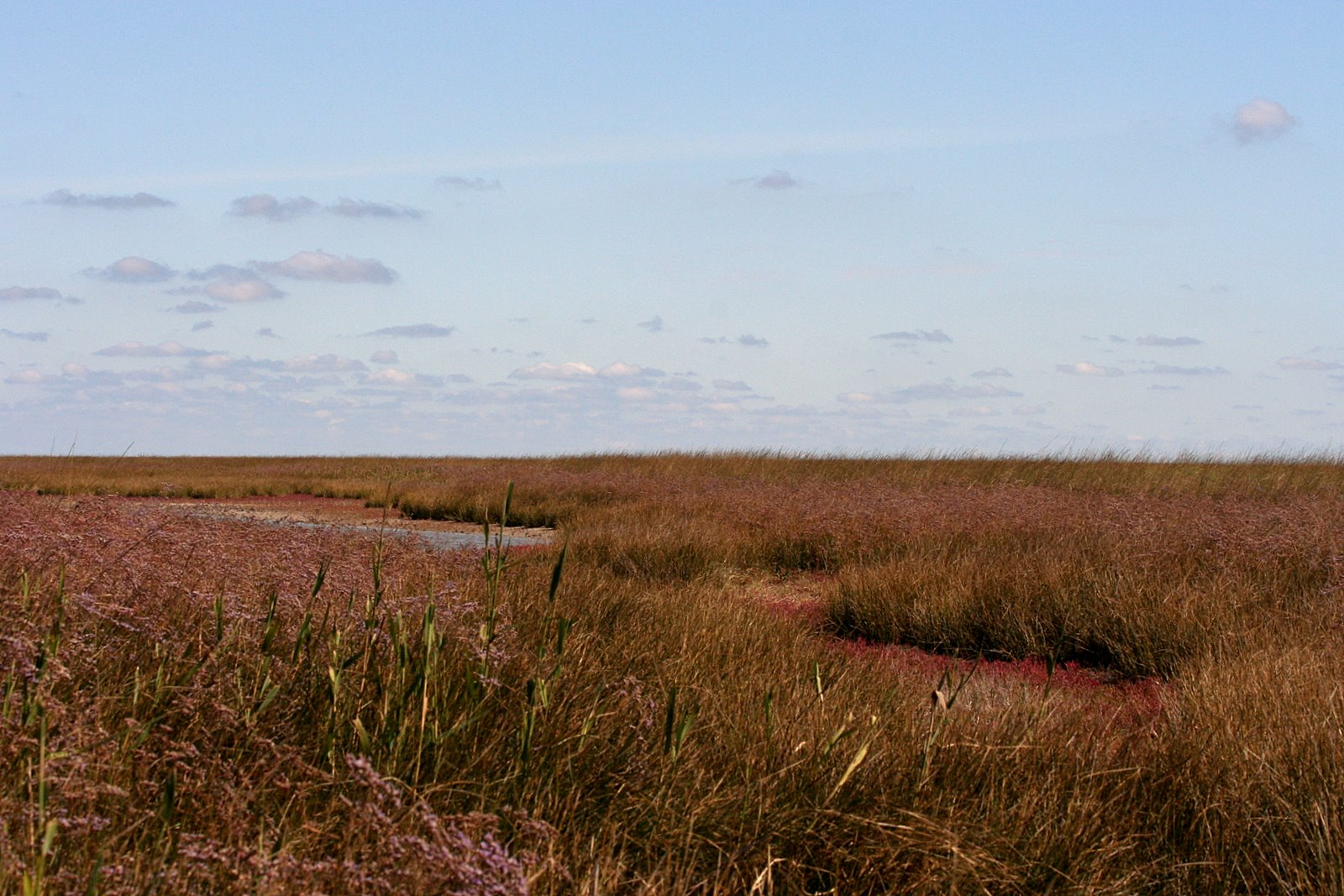
Бирючий острів на території парку

Загальна площа парку становить 52 154 га, з них 8 469 га суходолу і 43 685 га акваторії Азовського моря, Сивашу та Утлюцького лиману. Закріплені за парком ділянки суходолу розташовані в Генічеському районі — 7 528 га (о. Бірючий та частина о. Куюк-Тук) і Новотроїцькому районі — 941 га (частина о. Чурюк з прилеглими невеликими островами). На ці території для парку оформлені державні акти на право постійного користування земельними ділянками.
Парк створений з метою збереження генофонду рослинного і тваринного світу, унікальних природних комплексів північного Приазов'я.
За функціональним зонуванням території до заповідної зони віднесено 38 970 га (Центральний Сиваш), зона регульованої рекреації займає 618 га, зона стаціонарної рекреації — 93 га, господарська зона — 12 473 га (о. Бірючий).

## Природні умови
За схемою фізико-географічного районування територія парку знаходиться в межах Присивасько-Приазовської низовинної області Причорноморсько-Приазовської сухостепової провінції та Присивасько-Кримської низовинної області Кримської степової провінції сухостепової підзони степової зони України. Згідно з системою геоботанічного районування, суходільна частина парку входить до Присиваського округу підзони Приазовсько-Чорноморської степової підпровінції Причорноморської (Понтійської) провінції Європейсько-Азійської степової області.
Острів Бірючий разом з косою Федотова належить до типу приморських ландшафтів і характеризується сучасними приморськими піщано-черепашниковими лиманно-морськими рівнинами зі слаборозвинутими дерноволучними солончакуватими ґрунтами і солончаками. Особливе місце в ландшафтній структурі острова займають морські ландшафти та ландшафти внутрішніх заток.
Центральний Сиваш є морською затокою лагунного типу. В його межах виділяються так звані «посухи» — ділянки періодичного і постійного нагінного підтоплення, які в періоди посухи мають вигляд важкосуглинистих сорових солончаків. Його острови представлені слабодренованими лісовидними рівнинами з каштановими середньо- і сильносолонцюватими ґрунтами в комплексі з солонцями та лучними солончаками.
Клімат території парку помірно континентальний, зі спекотним довготривалим сухим літом і відносно короткою зимою з нестійким сніговим покривом 5-10 см завтовшки. Середня температура липня дорівнює +24 °C, при максимальній — +40 °C. Середня температура січня становить всього −3 °C, хоча мінімальна може досягати −34 °C. Кількість опадів незначна і є найменшою в Україні — близько 260 мм на рік. Для регіону характерні тривалі посухи з суховіями.

## Біологічний світ

### Флора
В таких кліматичних і ґрунтових умовах на Сивашах формується відносно небагата пустельна степова і солончакова рослинність з відповідною степовою фауною. Сприятливіші екологічні умови на о. Бірючому, де поширені справжні південні степи, а вздовж Утлюцького лиману — зарості очерету.
На заповідних островах Центрального Сиваша — Чурюк і Куюк-Тук, що меншою мірою зазнали антропогенного впливу, збереглися справжні степові фітоценози. Тут ростуть жовтець скіфський, дивина фіолетова, шавлія сухостепова, тринія щетиниста, поширені такі ендемічні і вузькоендемічні види як кермек чурюкський, червець сиваський, смілка сиваська, деревій бірючанський. Деякі з ендеміків (деревій бірючанський, кермек чурюкський, ситник Фоміна, мітлиця азовська, хрінниця сиваська, кульбаба сиваська, кравник солончаковий тощо) описані з території Азово-Сиваського національного природного парку і є об'єктом подальших, в тому числі, генетичних досліджень з метою з'ясування етапів становлення і розвитку процесів видоутворення, генезису унікальних флористичних комплексів літоралі північного узбережжя Азовського моря і Сиваша. Тут зростають також плейстоценові реліктові види, що стрічаються на території України лише в районі Присивашшя — офайстон однотичинковий та тетрадикліс ніжний. На вододільних площах поширені пустельні степи, в травостої яких переважають ксерофітні напівчагарники (полин кримський, курай модринний) і злаки (костриця Беккера, житняк Лавренків, ковила Лессінга та українська). На багатьох косах зустрічаються каспійсько-кермекова і подорожникова формації, а на мокрих солончаках літоральної смуги досить поширена пустельно-галофітна рослинність, до складу якої входять солонець трав'янистий, содник простертий, петросимонія тритичинкова, кермек напівчагарниковий, сарсазан шишкуватий, лутига татарська тощо.
Загальна кількість видів рослин, що ростуть на території парку — 308, з них 12 занесені в Червону книгу України.

### Фауна

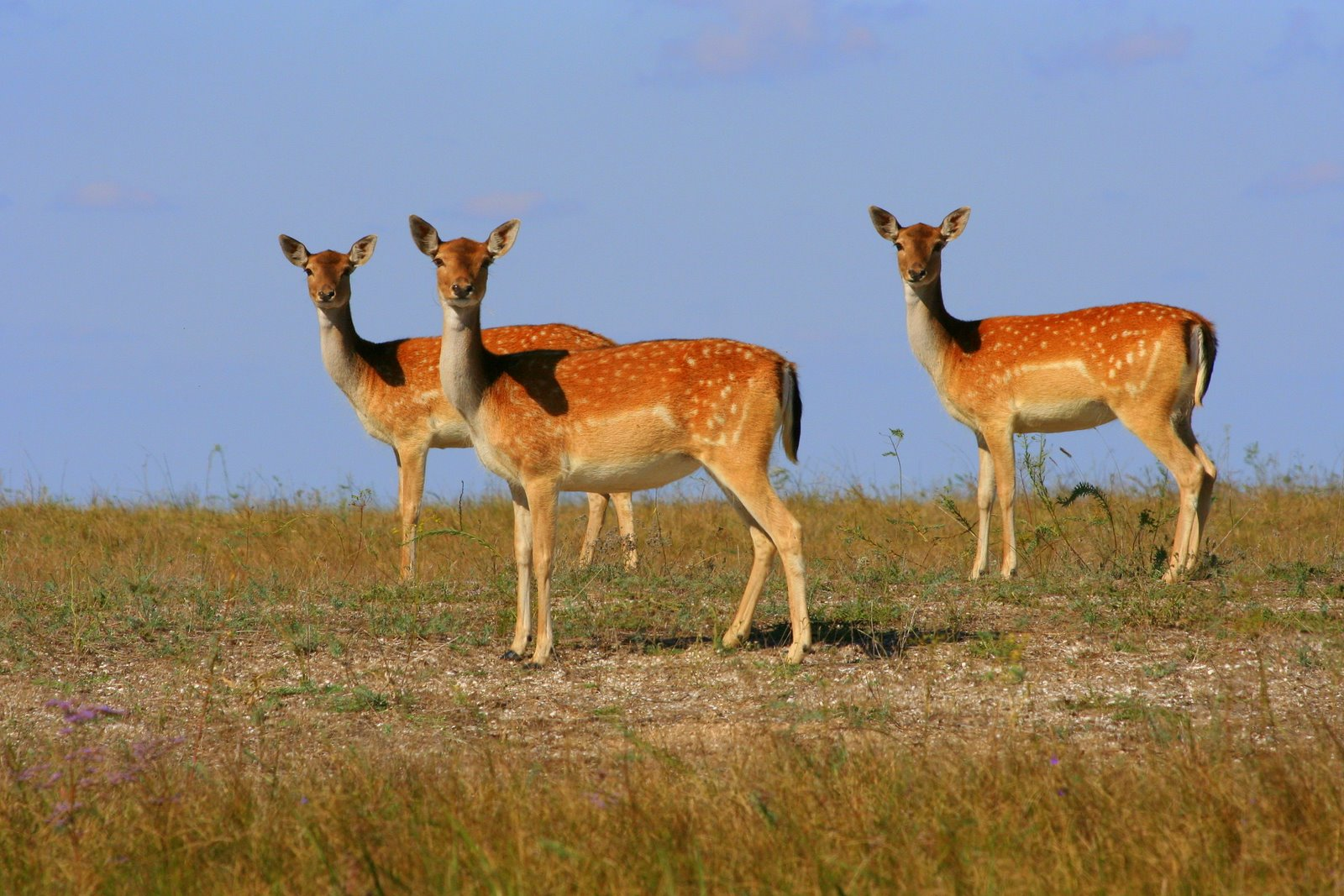
Самиці лані на Бирючому острові

Прибережні райони Азовського та Чорного морів, особливо Сивашів з їх численними островами та півостровами, є місцем концентрації багатьох птахів, яких приваблюють м'якість клімату, багаті кормові угіддя та добре захищені ділянки для гніздування. Територія парку розташована у межах великого перелітного шляху, і численні зграї птахів зупиняються тут для відпочинку під час міграцій.
Ще в 1976 році територія Сивашів (затока Сиваш), загальною площею 45 700 га, була проголошена водно-болотним угіддям міжнародного значення, тобто стала об'єктом Рамсарської конвенції 1971 року. В 1995 р. постановою Кабінету Міністрів України № 935 серед 22 водно-болотних угідь міжнародного значення було затверджено і водно-болотне угіддя «Центральний Сиваш», площею 80 000 га.
Ця затока є особливо цінним угіддям для водно-болотних птахів взимку. В сезонних скупченнях впродовж року реєструється понад 1 млн птахів (мартини, качки, болотяні крячки, кулики, лебідь-шипун, галагаз, чаплі тощо); в тому числі рідкісні, вразливі та зникаючі види, занесені до Червоної книги України, такі як зуйок морський, ходуличник, кулик-сорока, савка, мартин каспійський та орлан-білохвіст. Поряд у степах Присивашшя і на о. Бірючий стрічаються дрофа, хохітва, журавлі степовий та сірий, луні польовий та степовий, беркут, підорлик великий, балабан, сапсан, боривітер степовий. Всього в парку зареєстровано 30 видів «червонокнижних» птахів. З них орлан-білохвіст й хохітва занесені також до Європейського Червоного списку. В угіддях може перебувати понад 1 % особин популяцій казарки червоноволої та грязьовика, що тут зимують. Загалом на території парку зареєстровано 197 видів птахів.
Степові різнотрав'я о. Бірючого сприяли формуванню тут чисельних популяцій акліматизованих тварин. Роботи з акліматизації були розпочаті ще в 1928 році. Максимальну чисельність оленя благородного (830 голів) тут було відмічено у 1992 році, лані — у 1991 році (1425 голів), муфлона — у 1992 році (987голів), кулана — у 1994 році (37 голів). Із мисливських птахів тут акліматизовано фазана звичайного, чисельність якого періодично сягає декількох сотень. Крім того, на острові Бірючий склалися сприятливі умови для існування аборигенних видів фауни, таких як сірий заєць, лисиця та акліматизованого єнотовидного собаки. Чисельність цих тварин, зважаючи на напружену в регіоні епідеміологічну ситуацію, постійно доводиться регулювати.
Загалом у межах парку нараховується понад 5 тисяч видів тварин, серед яких 250 видів — хребетні. З амфібій часто трапляються ропуха зелена та жаба озерна, серед рептилій чисельні ящірка прудка, ящірка різнокольорова, вужі звичайний та водяний. Із 26 зареєстрованих на акваторіях парку видів риб промислове значення мають глось та калкан, бички лисун мармуровий, бобир і Кніповича, осетер російський, севрюга, а також нещодавно акліматизований в Азовському морі далекосхідний вид кефалі — пелінгас.
У парку охороняються також чимало видів тварин, занесених до Червоної книги України: тушканчик великий, тхір степовий, дельфін-азовка, полози чотирисмугий і жовточеревий, мідянка, гадюка степова, а також два види гідроїдних поліпів, по одному виду кільчастих червів і ракоподібних та 5 видів комах: емпуза піщана, ірис плямистокрилий, оса дорожна, криптохіл червонуватий, оса риюча, стиз смугастий, левкомігус білосніжний.
Загалом на території НПП живуть 250 видів тварин, з них 48 занесені до Червоної книги України.

## Стан збереження біорізноманіття
У 2000 р. закритим Указом Президента України Л. Кучми Азово-Сиваський національний парк був вилучений із відання Мінлісгоспу України і переданий до Державного управління справами. Таким чином національний парк був перетворений на зону сафарі для оточення Президента України. 2 вересня 2005 р. Мінприроди України затвердило чергове Положення щодо даного парку, де пунктами 4.2.2. і 4.2.4. дозволялося проведення полювання у господарській зоні та зоні регульованої рекреації. Проведення полювань у даному парку дозволяв і Проект організації території, затверджений Мінприроди України. Проте у 2010 р. було прийнято доповнення до Закону України «Про природно-заповідний фонд України», яким будь-яке полювання в національних парках і біосферних заповідниках заборонялося.
У нинішній час в Азово-Сиваському національному парку часто проводяться полювання, переважна їх більшість відбувається на косі Бирючій. Для іменитих мисливців там споруджено 3 мисливські вежі, 10 мисливських будиночків (Модуль, Білий, Червоний тощо), сауна, вертолітний майданчик, таксидермічна майстерня, місця для пікніків (Лісовий куточок, Лиманське), 3 вольєри, 10 живопасток. Мисливців обслуговує 8 єгерів (при цьому наукових співробітників у парку всього 2 і тільки один фахівець із рекреації — і це з 66 чоловік персоналу парку).
У 2012—2013 роках Мінприроди України видало парку ліміти на відстріл 50 оленів і 70 ланей на рік. У 2008 році в парку було відстріляно і виловлено 36 оленів і 103 лані. Крім того, в парку дозволено полювання на качок, гусей, муфлонів, зайців, фазанів.
Крім цього, в парку систематично ведеться боротьба з так званими «шкідниками», тільки у 2008 р. в парку було вбито 15 лисиць і 8 єнотовидних собак. Для організації полювань на Бирючому парк зосередив величезну кількість мисливських тварин. На 2009 р. тут налічувалося 1293 олені благородних, 2407 лані, 111 куланів, 82 муфлони, а також 22 коня і 2216 фазанів. Через надмірне випасання відбувається масове знищення рідкісних степових рослин (навантаження становило у 2009 р — 536 копитних на 1000 га).
Крім цього, на Бирючому відбувається систематичне сінокосіння (ліміт — 50-200 га), є багато пасік (у тому числі і на заповідних ділянках), і величезна кількість доріг для мисливців (81 км). Усе це негативно впливає на збереження унікального цілинного степу та місцевого біорізноманіття.

### Перевірка 9 травня 2015р.
Незважаючи на статус національного парку, згідно із законом відкритого для відвідування, Азово-Сиваський національний парк досі протизаконно є режимним об'єктом і закритий для вільного відвідування.
Перевірка дотримання заповідного й охоронного режимів велася на острові Бирючому, що має площу 7232 га. Згідно Проекту організації території парку, 250 га острова відведено під заповідну зону. Проте ця зона в натурі не виділена, і де вона розташована, ніхто ні знає. Аншлагів, що вказують на її межі в парку також немає. На Бирючому було виявлено три пасіки із загальною кількістю близько 120 вуликів. Лімітів на утримання пасік від Мінприроди парк не має.
На Бирючому було виявлено три мисливські вишки, вертолітний майданчик, близько 200 живоловок для відлову диких копитних, 4 мисливські будиночки (серед них один — Хрущова, один — Лазаренка), вертолітний майданчик. У парку на Бирючому відбувається сінокосіння в травні-червні за допомогою тракторів. У Проекті організації парку і в Положенні про парк досі є незаконні пункти про проведення в національному парку полювання. На Бирючому є величезна кількість ланей і оленів, на чому парк заробляє, відловлюючи цих тварин і продаючи їх у мисливські господарства. По суті нацпарк перетворився на звірорадгосп з вирощування і продажу копитних. Надмірне перенаселення копитними завдає значного екологічного збитку флорі парку.
На фото — в парку величезна кількість доріг, маса вуликів, є мисливські вишки, незаконні скотомогильники, ведуться косовиці, які негативно впливають на диких бджолиних, а також мисливські будиночки, вертолітний майданчик, живопастка. В'їзд у Азово-Сиваський нацпарк закритий.

## Галерея

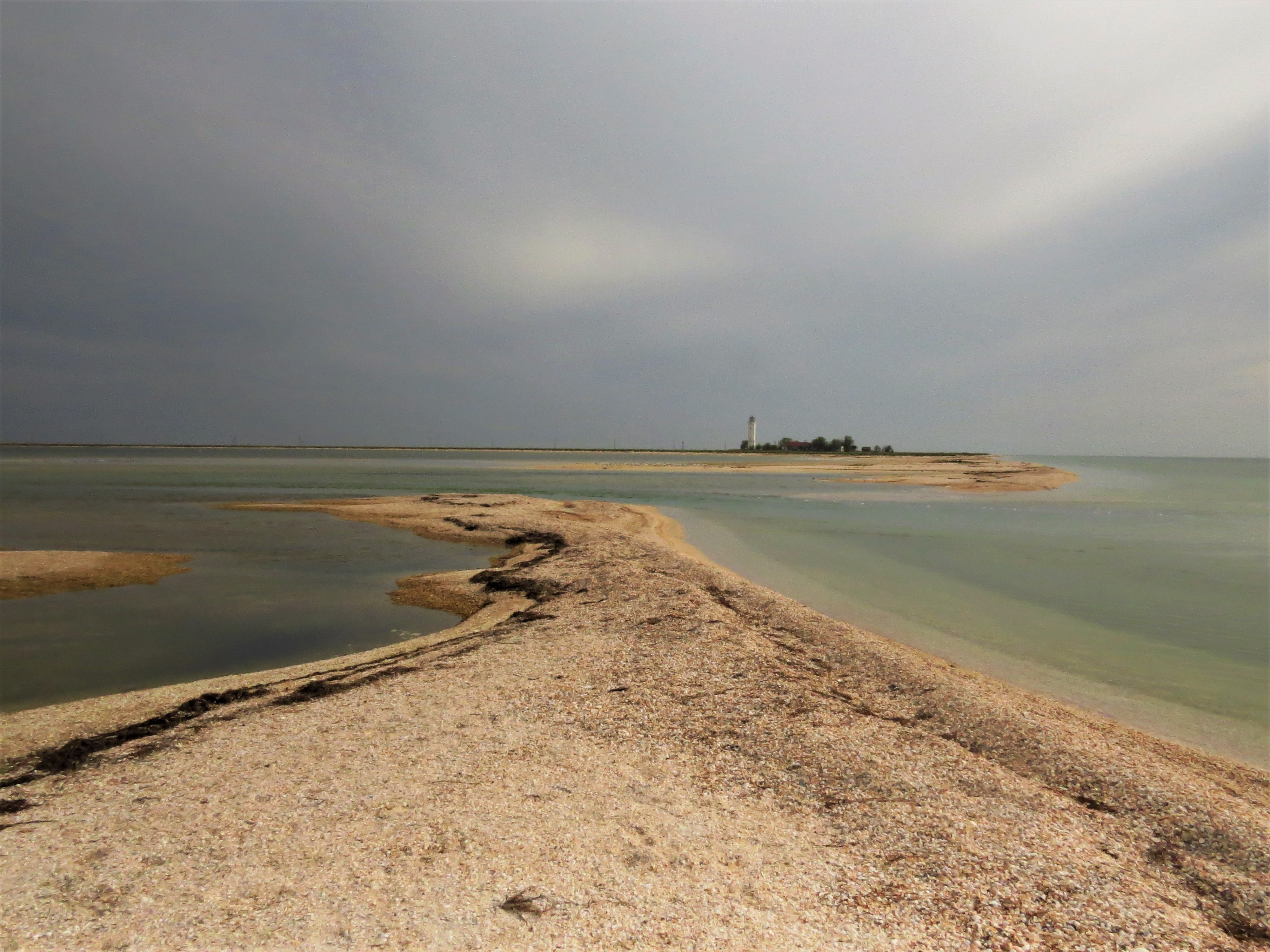
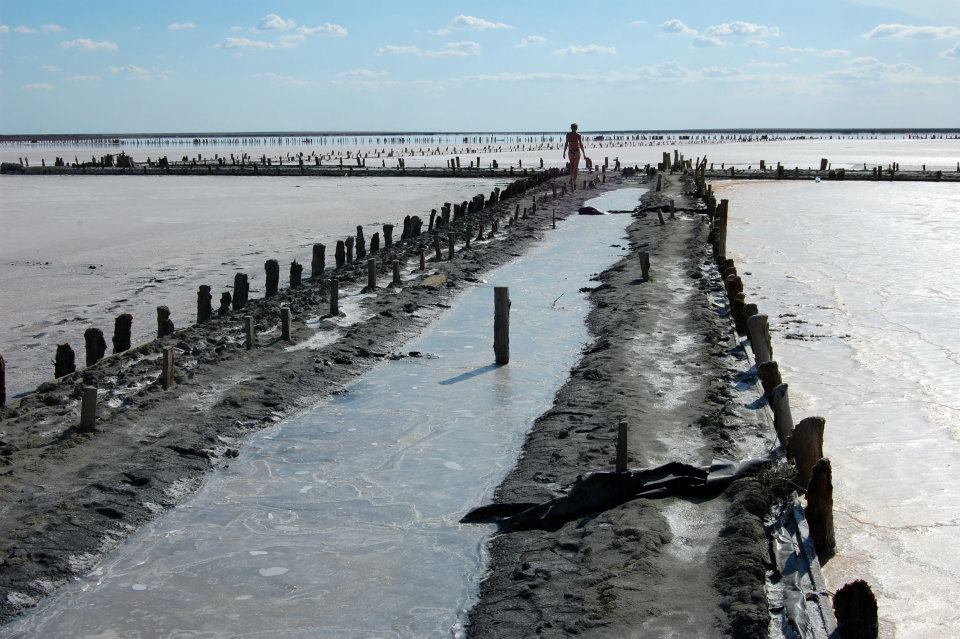
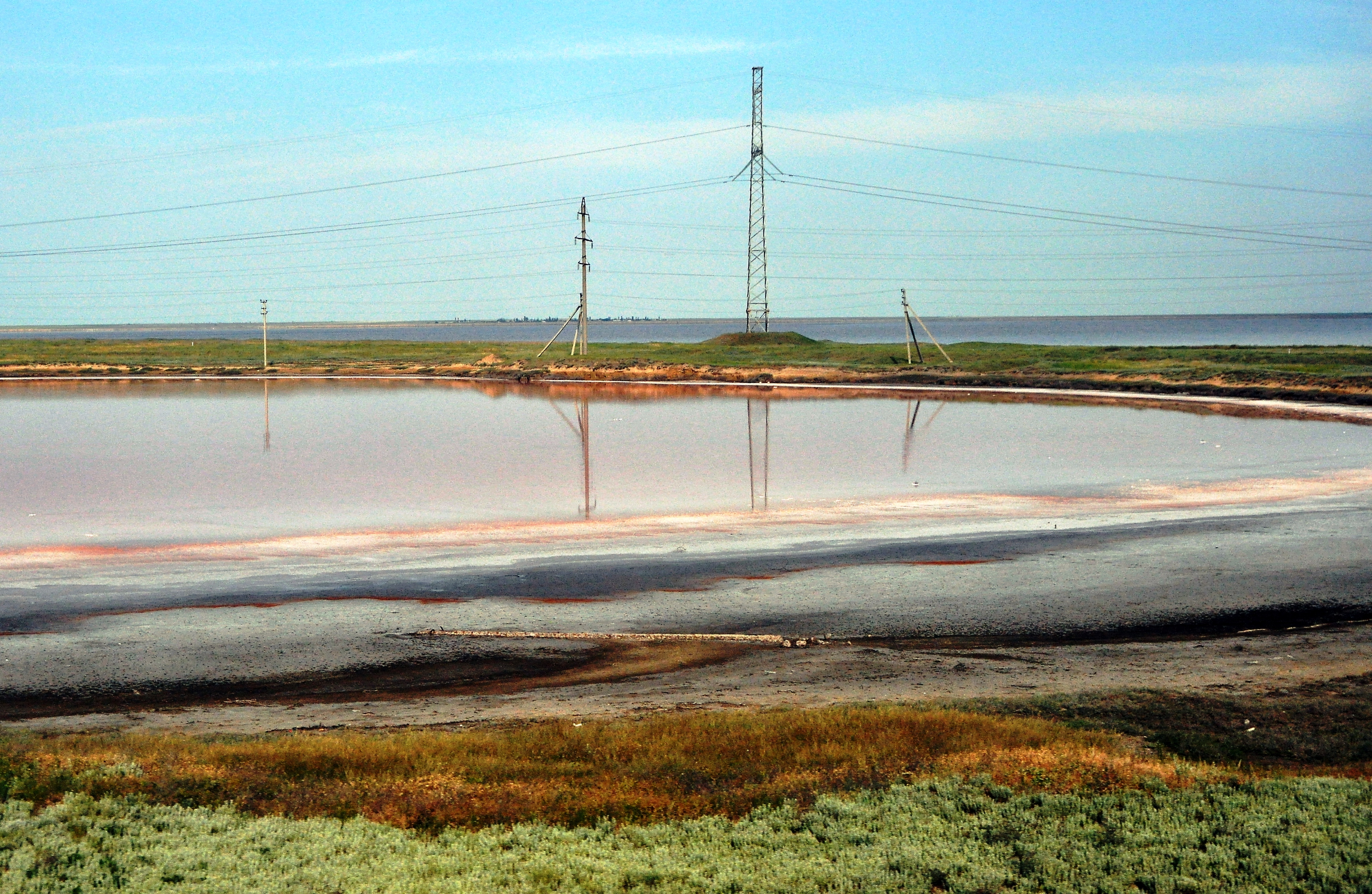
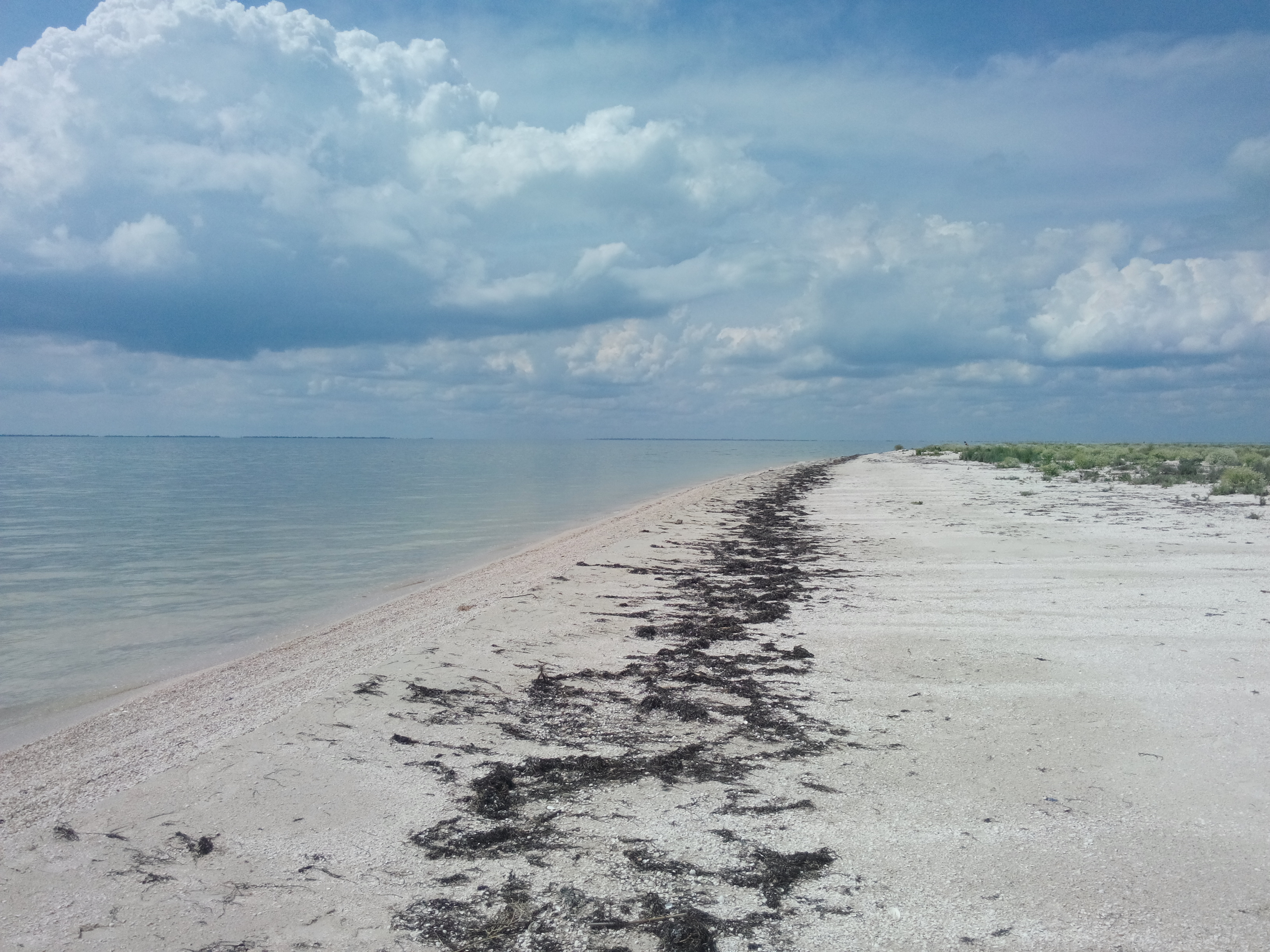